# Castillo de Cornellá
El Castillo de Cornellá es uno de los edificios emblemáticos de la ciudad de Cornellá de Llobregat, de la provincia de Barcelona en España.

## Historia
Está situado en el barrio Centro de Cornellá. Se trata de una gran mansión del gótico, construida y reformada en varias épocas. Está estratégicamente situada en lo alto de un pequeño cerro desde el que se tiene una buena visión del río Llobregat en su tramo final, de San Baudilio a la otra ribera del río y antiguamente, de las principales vías de acceso a la ciudad.
Las diferentes excavaciones arqueológicas realizadas en Cornellá permiten concluir que existió un poblamiento continuo en la ciudad entre la época de la dominación romana y la Edad Media, situado en el área que se extiende entre la iglesia de Santa María y el castillo.
En la documentación de los siglos XI-XII se habla de una torre defensiva in locum Cornelianus, sin especificar la ubicación.
La estructura que se conserva hoy tiene su origen de finales del siglo XIII, principios del siglo XIV, como centro de una gran propiedad, de la que posiblemente fueron los primeros titulares la familia Cornellá, conocida también con el nombre de Castellvell.
El castillo de Cornellá es de planta cuadrada, articulada en torno a un patio central, con una torre en cada ángulo. Está construido con piedra natural, en la base y en las torres, y «tapial» (tierra amasada), en el resto. Los escasos documentos e investigaciones sobre su historia hacen difícil discernir e identificar los diversos elementos arquitectónicos que se han sobrepuesto a lo largo de los siglos.
Desde el 5 de mayo de 2000, terminada la reconstrucción del castillo, la primera y la segunda planta de este acogen el Archivo Histórico Municipal de Cornellá. En la planta baja se puede visitar la sala de exposiciones, mientras que el patio es utilizado para diversas actividades: conciertos, conferencias, presentaciones públicas.

### Primera etapa
A partir de 1202 y hasta mediados del siglo XVII, diferentes linajes de caballeros y burgueses barceloneses, generalmente ligados a la casa condal de Barcelona y la expansión mediterránea, poseyeron las tierras de Cornellá. Una de estas familias nobles barcelonesas fue la de los Mallol que, a partir de mediados del siglo XIII reorganizaron la explotación agrícola del dominio, desarrollaron una tarea de poblamiento que dio origen a muchos de los caseríos de la parroquia y edificaron la casa de Cornellá , probablemente la primera construcción del castillo. Los elementos constructivos de esta época (siglos XIV y XV) son la planta baja y las dos torres de la fachada principal. El siglo XV, durante la Guerra Civil Catalana (1462 -1472) el castillo fue confiscado por la Diputación del General y cedido al capitán de sus tropas en el Llobregat, que instaló su centro de operaciones militares. Posiblemente en este periodo el edificio fue fortificado, tal como lo corroboran los documentos posteriores a la guerra, donde siempre es llamado como Torre.

### Segunda etapa
Tras la Guerra Civil Catalana el castillo volvió a la familia Ribes, últimos propietarios antes del conflicto, que conservó la propiedad a lo largo de todo el siglo XVI, uno de sus miembros, Adriana de Ribes, tuvo una especial relevancia en la historia del castillo y de Cornellá. Fue la única que estableció su residencia en el castillo y por tanto lo acondicionó  como tal: levantó la primera planta del castillo, construyó las escaleras de piedra del patio, e incorporó la capilla familiar de San Antonio en el interior del recinto. Pero también hizo algunas intervenciones de carácter estético, introduciendo ventanas góticas en los muros más antiguos, con la voluntad de unificar el estilo de la casa-palacio. El castillo perdía, así, su aspecto de fortaleza para convertirse en una residencia señorial. Los elementos militares se conservaron más como símbolo que con una función real. A finales del siglo XVI, sabemos que la propiedad estaba arruinada, con las tierras destruidas por las inundaciones y muchos campos sin cultivar.

### Tercera etapa
A inicios del siglo XVII el castillo de Cornellá y sus dependencias estaban medio derribadas cuando un miembro de la nueva nobleza, Baltasar de Oriol y Marcer, compró el año 1666 la propiedad. El nuevo propietario formaba parte de la nueva aristocracia, nacida y desarrollada al amparo de la burocracia y fiel ejecutora de la política de los Austrias. Se trataba de una clase social culta, rica y poderosa, que buscaba con ansiedad la adquisición de dominios señoriales y de alianzas familiares con miembros representantes de la vieja nobleza de origen feudal. La familia de los Oriol convirtió el castillo en una gran casa agrícola, realizando una administración rigurosa, estableció y puso en cultivo las tierras y amplió constantemente la propiedad. El castillo de Cornellá, convertido en una gran casa de campo, era el centro de esta explotación agrícola. A lo largo de los siglos XVII y XVIII el castillo fue ampliado y transformado con una serie de elementos vinculados a la función agraria del edificio: Se levanta el segundo piso, con la galería de solana, y se construyeron el silo y el molino de aceite, en la planta baja del edificio, pero ya no se restauró como residencia.
A principios del siglo XX, el castillo y sus propiedades fueron embargados judicialmente y vendidos en pública subasta para satisfacer la demanda de los acreedores de la familia Via. La mayor parte de tierras fueron compradas por campesinos y pequeños propietarios de Cornellá, mientras que el edificio fue adquirido por el colono y fue destinado a edificio agrícola. Durante esta época parece que en un rincón del castillo vivía un inquilino que era tuerto. Por este motivo muchos habitantes del pueblo conocen el edificio como «El castillo del Tuerto».

### Cuarta etapa
En 1992 el Ayuntamiento de Cornellá adquiere el edificio con la intención de destinarlo al uso público y se realizan las primeras obras de consolidación. La restauración ha mantenido la estructura original, aunque en algunos puntos ha sido necesario cimentar de nuevo porque la base era insuficiente. La superposición de elementos arquitectónicos, estilos y materiales diferentes a lo largo de los siglos, se ha tomado como un valor cultural más a respetar en un edificio de 700 años de antigüedad. Con la inauguración del castillo el 5 de mayo de 2000, la ciudad de Cornellá ha recuperado un elemento patrimonial con un valor histórico incuestionable y con una fuerte carga simbólica, como centro de poder a lo largo de los siglos. La primera y la segunda planta del castillo acogen el Archivo Histórico Municipal de Cornellà y la Fundación Utopía. En la planta baja se puede visitar la majestuosa sala de exposiciones, mientras que el patio se convierte en un marco incomparable para diversas actividades lúdicas.